# NGC 6427
NGC 6427 (NGC 6431) é uma galáxia elíptica (E-S0) localizada na direcção da constelação de Hercules. Possui uma declinação de +25° 29' 38" e uma ascensão recta de 17 horas, 43 minutos e 38,5 segundos.
A galáxia NGC 6427 foi descoberta em 2 de Julho de 1864 por Albert Marth.